# ایران آذین
ایران آذین یک ماهنامه چاپ تهران با موضوع طراحی، معماری و دکوراسیون داخلی است. صاحب‌امتیاز این نشریه مؤسسه فرهنگی مطبوعاتی ایران است.